# Craig Morgan (cantante)
Craig Morgan Greer (Kingston Springs, 17 luglio 1964) è un cantante statunitense.
È un interprete di musica country. Tra i suoi brani più noti vi sono That's What I Love About Sunday (2004), Redneck Yacht Club (2005), International Harvester (2007) e Bonfire (2009).

## Discografia

### Album in studio
- 2000 - Craig Morgan
- 2003 - I Love It
- 2005 - My Kind of Livin'
- 2006 - Little Bit of Life
- 2008 - That's Why
- 2012 - This Ole Boy
- 2016 - A Whole Lot More to Me
- 2020 - God Family Country

### Raccolte
- 2008 - Greatest Hits
- 2013 - The Journey (Livin' Hits)